# Indre mission
|  | Denne artikel er om begrebet indre mission snarere end om foreningen Indre Mission. |
Indre mission er missionsarbejde, der søger at genkristne det moderne, verdslige samfund. Begrebet skal ses i forhold til begrebet "Ydre mission" der betegner danske kirkelige foreningers missionsvirksomhed i lande udenfor Danmark.
I den danske folkekirke udføres dette missionsarbejde blandt andet af flere foreninger såsom Kirkelig Forening for den Indre Mission, Luthersk Mission, Evangelisk Luthersk Missionsforening og Kristeligt Forbund for Studerende.